# Unionistas Socialdemócratas (Siria)
Los Unionistas Socialdemócratas (en árabe: الوحدويون الديمقراطيون الاجتماعيون‎ - al-Wahdawiuyun al-Dimukatiyyun Al-Ijtima'iyyun) fue un partido político en  Siria. Era parte del Frente Nacional Progresista de partidos legalmente autorizados que apoyan la orientación del Socialismo árabe y del  nacionalismo árabe del gobierno y aceptan la dirección del Partido Baath Árabe Socialista – Región Siria. En las elecciones del 22 de abril de 2007 en el Consejo Popular de Siria, el partido no recibió ninguno de los 250 escaños en el parlamento. Tras la caída del régimen de Ásad, el partido, junto con el NPF, fue disuelto por el gobierno de transición sirio el 29 de enero de 2025.